# Melfort (circonscription saskatchewanaise)
Pour les articles homonymes, voir Melfort.
Circonscription électorale provinciale du Canada
Melfort est une circonscription électorale provinciale de la Saskatchewan au Canada. Elle est représentée à l'Assemblée législative de la Saskatchewan depuis 1912.
Initialement nommée Melfort de 1912 à 1952, de 1975 à 1995 et depuis 2003, la circonscription change plusieurs fois de noms donc Melfort-Tisdale de 1952 à 1971 et de 1995 à 2003, ainsi que Melfort-Kinistino de 1971 à 1975.

## Géographie
En 2024, la circonscription comprend :
- Les communautés de Melfort, Englefeld, Quill Lake (en), Watson, St. Gregor (en), Muenster, Annaheim, Spalding, Naicam, Pleasantdale, Lake Lenore (en), Saint Brieux, Valparaiso (en), Star City, Beatty, Fairy Glen (en), Gronlid (en), Kinistino et Weldon (en).
- Les municipalités rurales de Lakeside No 338 (en), Spalding No 368 (en), St. Peter No 369 (en), Pleasantdale No 398 (en), Lake Lenore No 399 (en), Three Lakes No 400 (en), Star City No 428 (en), Flett's Springs No 429 (en), Willow Creek No 458 (en), Kinistino No 459 (en) et Nipawin No 487 (en) (partie).
- Les communautés Premières Nations de James Smith, Cumberland 100A (en) et Kinistin 91 (en).

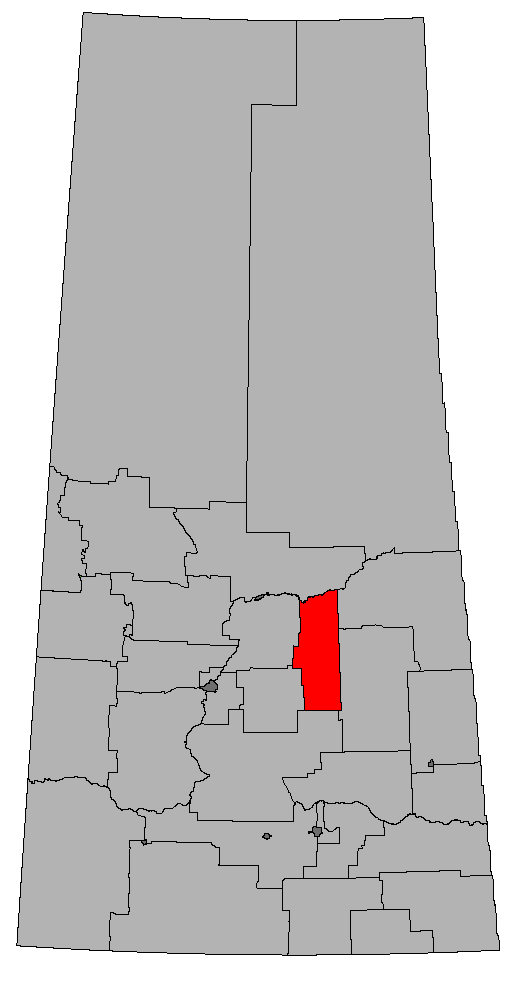
Frontière de la circonscription en 2016.
Frontière de la circonscription en 2022.

## Liste des députés
| Parlement         | Années        | Député          | Député                      | Parti                     |
| Melfort           | Melfort       | Melfort         | Melfort                     | Melfort                   |
| ----------------- | ------------- | --------------- | --------------------------- | ------------------------- |
| 3e                | 1912–1917     |                 | George Balfour Johnson (en) | Libéral                   |
| 4e                | 1917–1921     |                 | George Balfour Johnson (en) | Libéral                   |
| 5e                | 1921–1925     |                 | George Balfour Johnson (en) | Libéral                   |
| 6e                | 1925–1929     | Olin Drake Hill |                             | Libéral                   |
| 7e                | 1929–1934     |                 | Rupert James Greaves        | Progressiste-conservateur |
| 8e                | 1934–1938     |                 | John Duncan MacFarlane (en) | Libéral                   |
| 9e                | 1938–1944     |                 | Oakland Woods Valleau (en)  | CCF                       |
| 10e               | 1944–1948     |                 | Oakland Woods Valleau (en)  | CCF                       |
| 11e               | 1948–1952     |                 | John George Egnatoff (en)   | Libéral                   |
| Melfort-Tisdale   |               |                 |                             |                           |
| 12e               | 1952–1956     |                 | Clarence George Willis (en) | CCF                       |
| 13e               | 1956–1960     |                 | Clarence George Willis (en) | CCF                       |
| 14e               | 1960–1964     |                 | Clarence George Willis (en) | CCF                       |
| 15e               | 1964–1967     |                 | Clarence George Willis (en) | CCF                       |
| 16e               | 1967–1971     |                 | Clarence George Willis (en) | Néo-démocrate             |
| Melfort-Kinistino |               |                 |                             |                           |
| 17e               | 1971–1975     |                 | Arthur Joseph Thibault      | Néo-démocrate             |
| Melfort           |               |                 |                             |                           |
| 18e               | 1975–1978     |                 | Norman Vickar (en)          | Néo-démocrate             |
| 19e               | 1978–1982     |                 | Norman Vickar (en)          | Néo-démocrate             |
| 20e               | 1982–1986     |                 | Grant Hodgins (en)          | Progressiste-conservateur |
| 21e               | 1986–1991     |                 | Grant Hodgins (en)          | Progressiste-conservateur |
| 22e               | 1991–1995     |                 | Carol Carson (en)           | Néo-démocrate             |
| Melfort-Tisdale   |               |                 |                             |                           |
| 23e               | 1995–1997     |                 | Rod Gantefoer               | Libéral                   |
| 23e               | 1997–1999     |                 | Rod Gantefoer               | Saskatchewanais           |
| 24e               | 1999–2003     |                 | Rod Gantefoer               | Saskatchewanais           |
| Melfort           |               |                 |                             |                           |
| 25e               | 2003–2007     |                 | Rod Gantefoer               | Saskatchewanais           |
| 26e               | 2007–2011     |                 | Rod Gantefoer               | Saskatchewanais           |
| 27e               | 2011–2016     |                 | Kevin Phillips              | Saskatchewanais           |
| 28e               | 2016–2018     |                 | Kevin Phillips              | Saskatchewanais           |
| 28e               | 2018-2020     |                 | Todd Goudy                  | Saskatchewanais           |
| 29e               | 2020–2024     |                 | Todd Goudy                  | Saskatchewanais           |
| 30e               | 2024–en cours |                 | Todd Goudy                  | Saskatchewanais           |

## Résultats électoraux
Melfort (depuis 2003)

Melfort-Tisdale (1995-2003)

Melfort (1975-1995)

Melfort-Kinistino (1971-1975)

Melfort-Tisdale (1952-1971)

Melfort (1912-1952)